# Laura Giuliani
Laura Giuliani (Milano, 5 giugno 1993) è una calciatrice italiana, portiere del Milan e della nazionale italiana.

## Biografia
Nel giugno del 2024 ha sposato il compagno Cristian Cottarelli, a cui era legata da undici anni.

## Carriera

### Club
Cresciuta nelle file della S.S. La Benvenuta, società con sede a Bollate, Laura Giuliani si trasferisce nel 2009 al Como 2000, come secondo del portiere titolare Maria Luisa Ranzani. Scende in campo per la prima volta il 14 febbraio 2010 in Serie A2 contro il Trento.
Nella stagione 2010-2011 diventa titolare, giocando tutte le gare (22 su 22) e incassando appena 15 reti: all'ultima giornata, nello scontro diretto contro il ACF Milan, 2º a -3, il Como 2000 (che aveva perso l'unica partita della stagione proprio contro le rossonere per 2-0), viene superato a 7 minuti dal termine, incassando uno 0-1 che costringe lariane e milanesi a giocare uno spareggio per conquistare la Serie A. Allo spareggio, che va di scena appena 7 giorni dopo, arriva una nuova beffa: al 94' una rete di Pasinetti, entrata proprio nei minuti finali, consegna l'accesso alla Serie A proprio alle rossonere.
Il Como 2000, tuttavia, verrà poi ripescato (a scapito del Napoli, giunto anch'esso secondo nel proprio girone) in massima serie a causa della non iscrizione della Reggiana.

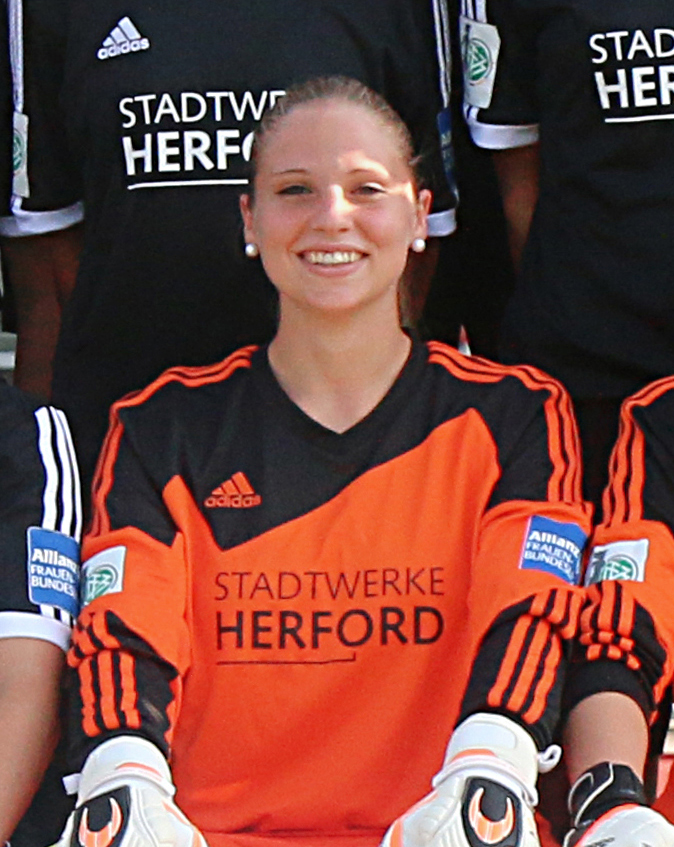
Giuliani all' nel 2014

Esordisce in Serie A il 9 ottobre 2011, contro il Tavagnacco, e colleziona 22 presenze (su 26) in massima serie, incassando 37 reti e ottenendo con la sua squadra il 9º posto in campionato.
Il 21 settembre 2012 si trasferisce in Germania al Gütersloh, squadra dell'omonima città della Renania Settentrionale-Vestfalia che disputa la Frauen-Bundesliga. Giuliani fa il suo esordio nel campionato tedesco il 14 novembre 2012 contro il Wolfsburg.
In questo stesso periodo, contemporaneamente al calcio, si dedica ad altri lavori: inizialmente va a lavorare in una fabbrica di DVD, per impegnarsi nei ruoli di cameriera e di dipendente in una panetteria.
L'anno successivo passa al Herforder, sempre in Germania, con cui fa il suo esordio il 31 agosto 2013 in Coppa di Germania contro l'Holstein Kiel. Nel campionato di 2. Frauen-Bundesliga esordisce l'8 settembre 2013 contro il Lübars, giocando titolare per l'intera stagione e concludendo il campionato al 2º posto e la promozione in Frauen-Bundesliga.
Il 19 maggio 2015 viene annunciato il suo trasferimento al Colonia. Dopo un'annata in cui le Geißböcke sono rimaste costantemente in zona retrocessione, il 27 aprile 2016 viene ufficializzato il suo trasferimento al Friburgo. Vice della nazionale Laura Benkarth, durante la stagione 2016-2017 non riesce a trovare spazio in campionato, che si conclude con nessuna presenza in campo, mentre in Coppa viene impiegata in sole due occasioni.
Nell'estate 2017 torna in Italia alla neoformata Juventus. A Torino diviene tra i punti fermi della squadra che nel successivo quadriennio egemonizza il calcio femminile italiano con altrettanti Scudetti: è protagonista fin dalla prima affermazione tricolore, nel decisivo spareggio contro il Brescia risoltosi ai tiri di rigore, segnalandosi quale portiere meno battuto in ognuno dei quattro campionati vinti in bianconero. Alla fine della stagione 2020-21 lascia la Juventus.
Il 16 luglio 2021 viene ufficializzato il suo tesseramento al Milan. Nella sua prima stagione in rossonero si piazza al terzo posto, mancando la qualificazione ai turni eliminatori della Women's Champions League.

### Nazionale

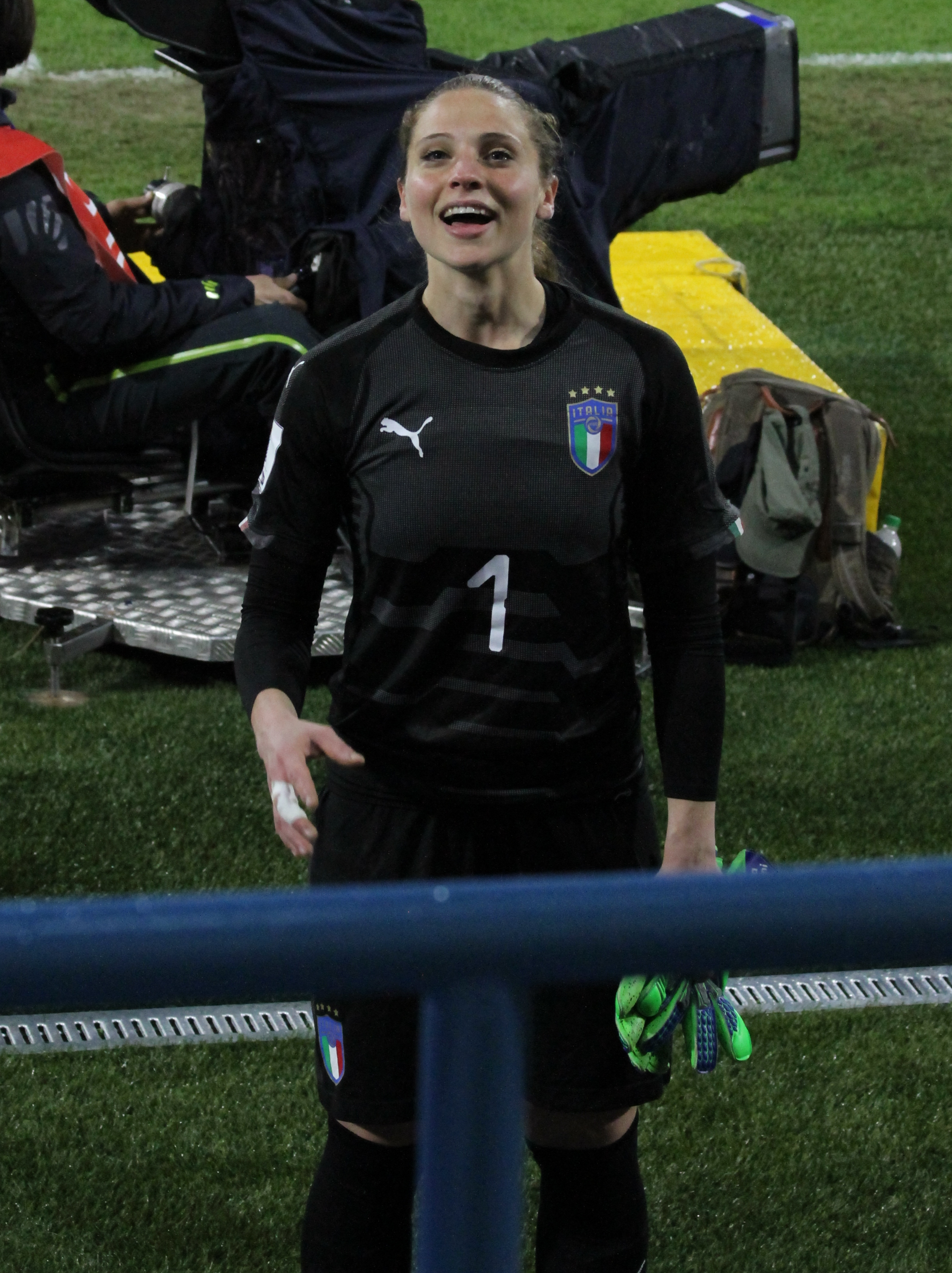
Giuliani in nazionale nel 2018

Giuliani fa il suo esordio con la nazionale Under-19 il 5 marzo 2011, in un torneo amichevole. L'esordio in una competizione UEFA avviene il 30 maggio dello stesso anno nell'Europeo di categoria di Italia 2011, in Italia-Russia 2-1. Colleziona complessivamente 13 presenze con le Azzurrine Under-19. Esordisce in una competizione FIFA il 19 agosto 2012, con la maglia della formazione Under-20 contro il Brasile nel Mondiale Under-20, giocando tutte le tre gare della prima fase. Il 29 marzo 2013 viene convocata dalla nazionale per l'ultimo test amichevole prima di Euro 2013.
Esordisce in nazionale maggiore il 5 aprile 2014 a Vicenza contro la Spagna, match valido per le qualificazioni al Mondiale di Canada 2015.
Convocata da Milena Bertolini per il campionato mondiale 2019, è scesa in campo nella partita d'esordio della nazionale, vinta per 2-1 contro l'Australia il 9 giugno, parando il rigore calciato da Samantha Kerr, la quale realizza il temporaneo vantaggio delle australiane sulla successiva ribattuta.

### Attività extracalcistica
Nel giugno del 2024 Giuliani ha collaborato con Sky Sport come commentatrice sportiva per le partite degli Europei di calcio maschile del 2024.
Nel dicembre 2024 entra nel team di RTL 102.5 come commentatrice sportiva.

## Statistiche

### Presenze e reti nei club
Statistiche aggiornate al 5 maggio 2025.
| Stagione         | Squadra          | Campionato       | Campionato | Campionato | Coppe nazionali | Coppe nazionali | Coppe nazionali | Coppe continentali | Coppe continentali | Coppe continentali | Altre coppe | Altre coppe | Altre coppe | Totale | Totale |
| Stagione         | Squadra          | Comp             | Pres       | Reti       | Comp            | Pres            | Reti            | Comp               | Pres               | Reti               | Comp        | Pres        | Reti        | Pres   | Reti   |
| ---------------- | ---------------- | ---------------- | ---------- | ---------- | --------------- | --------------- | --------------- | ------------------ | ------------------ | ------------------ | ----------- | ----------- | ----------- | ------ | ------ |
| 2009-2010        | Como 2000        | A2               | 2          | -4         | CI              | 0               | 0               |                    | -                  | -                  |             | -           | -           | 2      | -4     |
| 2010-2011        | Como 2000        | A2               | 23         | -16        | CI              | 4               | -8              |                    | -                  | -                  |             | -           | -           | 27     | -24    |
| 2011-2012        | Como 2000        | A                | 22         | -37        | CI              | 3               | -4              |                    | -                  | -                  |             | -           | -           | 25     | -41    |
| Totale Como 2000 | Totale Como 2000 | Totale Como 2000 | 47         | -57        |                 | 7               | -12             |                    | -                  | -                  |             | -           | -           | 54     | -69    |
| 2012-2013        | Gütersloh        | BL               | 6          | -25        | CG              | 0               | 0               |                    | -                  | -                  |             | -           | -           | 6      | -25    |
| 2013-2014        | Herforder        | 2.BL             | 21         | -18        | CG              | 2               | -2              |                    | -                  | -                  |             | -           | -           | 23     | -20    |
| 2014-2015        | Herforder        | BL               | 8          | -35        | CG              | 2               | -3              |                    | -                  | -                  |             | -           | -           | 10     | -38    |
| Totale Herforder | Totale Herforder | Totale Herforder | 29         | -55        |                 | 4               | -5              |                    | -                  | -                  |             | -           | -           | 33     | -60    |
| 2015-2016        | Colonia          | BL               | 13         | -30        | CG              | 2               | -1              |                    | -                  | -                  |             | -           | -           | 15     | -31    |
| 2016-2017        | Friburgo         | BL               | 0          | 0          | CG              | 2               | 0               |                    | -                  | -                  |             | -           | -           | 2      | 0      |
| 2017-2018        | Juventus         | A                | 22+1       | -9         | CI              | 3               | -1              |                    | -                  | -                  |             | -           | -           | 26     | -10    |
| 2018-2019        | Juventus         | A                | 13         | -4         | CI              | 3               | -3              | UWCL               | 2                  | -3                 | SI          | 1           | -1          | 19     | -11    |
| 2019-2020        | Juventus         | A                | 14         | -8         | CI              | 0               | 0               | UWCL               | 2                  | -4                 | SI          | 1           | 0           | 17     | -12    |
| 2020-2021        | Juventus         | A                | 19         | -7         | CI              | 3               | -4              | UWCL               | 1                  | -3                 | SI          | 1           | 0           | 24     | -14    |
| Totale Juventus  | Totale Juventus  | Totale Juventus  | 69         | -38        |                 | 9               | -8              |                    | 5                  | -10                |             | 3           | -1          | 86     | -47    |
| 2021-2022        | Milan            | A                | 20         | -18        | CI              | 1               | -6              | UWCL               | 2                  | -3                 | SI          | 2           | -3          | 25     | -30    |
| 2022-2023        | Milan            | A                | 26         | -41        | CI              | 0               | 0               | -                  | -                  | -                  | -           | -           | -           | 26     | -41    |
| 2023-2024        | Milan            | A                | 21         | -24        | CI              | 1               | -2              | -                  | -                  | -                  | -           | -           | -           | 22     | -26    |
| 2024-2025        | Milan            | A                | 23         | -37        | CI              | 3               | -3              | -                  | -                  | -                  | -           | -           | -           | 26     | -40    |
| Totale Milan     | Totale Milan     | Totale Milan     | 90         | -120       |                 | 5               | -11             |                    | 2                  | -3                 |             | 2           | -3          | 99     | -137   |
| Totale carriera  | Totale carriera  | Totale carriera  | 254        | -315       |                 | 29              | -37             |                    | 7                  | -13                |             | 5           | -4          | 296    | -370   |

### Cronologia presenze e reti in nazionale
| Cronologia completa delle presenze e delle reti in nazionale ― Italia | Cronologia completa delle presenze e delle reti in nazionale ― Italia | Cronologia completa delle presenze e delle reti in nazionale ― Italia | Cronologia completa delle presenze e delle reti in nazionale ― Italia | Cronologia completa delle presenze e delle reti in nazionale ― Italia | Cronologia completa delle presenze e delle reti in nazionale ― Italia | Cronologia completa delle presenze e delle reti in nazionale ― Italia | Cronologia completa delle presenze e delle reti in nazionale ― Italia |
| Data                                                                  | Città                                                                 | In casa                                                               | Risultato                                                             | Ospiti                                                                | Competizione                                                          | Reti                                                                  | Note                                                                  |
| --------------------------------------------------------------------- | --------------------------------------------------------------------- | --------------------------------------------------------------------- | --------------------------------------------------------------------- | --------------------------------------------------------------------- | --------------------------------------------------------------------- | --------------------------------------------------------------------- | --------------------------------------------------------------------- |
| 5-3-2014                                                              | Larnaca                                                               | Inghilterra                                                           | 2 – 0                                                                 | Italia                                                                | Cyprus Cup 2014 - 1º turno                                            | -                                                                     |                                                                       |
| 12-3-2014                                                             | Paralimni                                                             | Australia                                                             | 5 – 2                                                                 | Italia                                                                | Cyprus Cup 2014 - finale 7º posto                                     | -2                                                                    | 46’                                                                   |
| 5-4-2014                                                              | Vicenza                                                               | Italia                                                                | 0 – 0                                                                 | Spagna                                                                | Qual. Mondiali 2015                                                   | -                                                                     |                                                                       |
| 10-4-2014                                                             | Cluj-Napoca                                                           | Romania                                                               | 1 – 2                                                                 | Italia                                                                | Qual. Mondiali 2015                                                   | -1                                                                    |                                                                       |
| 8-5-2014                                                              | Skopje                                                                | Macedonia del Nord                                                    | 0 – 11                                                                | Italia                                                                | Qual. Mondiali 2015                                                   | -                                                                     |                                                                       |
| 14-6-2014                                                             | Praga                                                                 | Rep. Ceca                                                             | 0 – 4                                                                 | Italia                                                                | Qual. Mondiali 2015                                                   | -                                                                     |                                                                       |
| 13-9-2014                                                             | Vercelli                                                              | Italia                                                                | 4 – 0                                                                 | Estonia                                                               | Qual. Mondiali 2015                                                   | -                                                                     |                                                                       |
| 25-10-2014                                                            | Rieti                                                                 | Italia                                                                | 2 – 1                                                                 | Ucraina                                                               | Qual. Mondiali 2015 - semifinale play-off UEFA                        | -1                                                                    |                                                                       |
| 29-10-2014                                                            | Leopoli                                                               | Ucraina                                                               | 2 – 2                                                                 | Italia                                                                | Qual. Mondiali 2015 - semifinale play-off UEFA                        | -2                                                                    |                                                                       |
| 22-11-2014                                                            | L'Aia                                                                 | Paesi Bassi                                                           | 1 – 1                                                                 | Italia                                                                | Qual. Mondiali 2015 - finale play-off UEFA                            | -1                                                                    |                                                                       |
| 27-11-2014                                                            | Verona                                                                | Italia                                                                | 1 – 2                                                                 | Paesi Bassi                                                           | Qual. Mondiali 2015 - finale play-off UEFA                            | -2                                                                    |                                                                       |
| 4-3-2015                                                              | Nicosia                                                               | Corea del Sud                                                         | 1 – 2                                                                 | Italia                                                                | Cyprus Cup 2015 - 1º turno                                            | -1                                                                    |                                                                       |
| 9-3-2015                                                              | Nicosia                                                               | Italia                                                                | 0 – 1                                                                 | Canada                                                                | Cyprus Cup 2015 - 1º turno                                            | -1                                                                    |                                                                       |
| 28-5-2015                                                             | Nagano                                                                | Giappone                                                              | 1 – 0                                                                 | Italia                                                                | Amichevole                                                            | -1                                                                    |                                                                       |
| 18-9-2015                                                             | La Spezia                                                             | Italia                                                                | 6 – 1                                                                 | Georgia                                                               | Qual. Euro 2017                                                       | -1                                                                    |                                                                       |
| 24-10-2015                                                            | Cesena                                                                | Italia                                                                | 0 – 3                                                                 | Svizzera                                                              | Qual. Euro 2017                                                       | -3                                                                    |                                                                       |
| 27-10-2015                                                            | Chomutov                                                              | Rep. Ceca                                                             | 0 – 2                                                                 | Italia                                                                | Qual. Euro 2017                                                       | -                                                                     |                                                                       |
| 2-3-2016                                                              | Dherynia                                                              | Ungheria                                                              | 0 – 2                                                                 | Italia                                                                | Cyprus Cup 2016 - 1º turno                                            | -                                                                     |                                                                       |
| 9-3-2016                                                              | Larnaca                                                               | Italia                                                                | 3 – 1                                                                 | Rep. Ceca                                                             | Cyprus Cup 2016 - finale 3º posto                                     | -1                                                                    |                                                                       |
| 16-9-2016                                                             | Lurgan                                                                | Irlanda del Nord                                                      | 0 – 3                                                                 | Italia                                                                | Qual. Euro 2017                                                       | -                                                                     |                                                                       |
| 20-9-2016                                                             | Vercelli                                                              | Italia                                                                | 3 – 1                                                                 | Rep. Ceca                                                             | Qual. Euro 2017                                                       | -1                                                                    |                                                                       |
| 21-7-2017                                                             | Tilburg                                                               | Germania                                                              | 2 – 1                                                                 | Italia                                                                | Euro 2017 - 1º turno                                                  | -2                                                                    |                                                                       |
| 25-7-2017                                                             | Doetinchem                                                            | Svezia                                                                | 2 – 3                                                                 | Italia                                                                | Euro 2017 - 1º turno                                                  | -2                                                                    |                                                                       |
| 15-9-2017                                                             | La Spezia                                                             | Italia                                                                | 5 – 0                                                                 | Moldavia                                                              | Qual. Mondiali 2019                                                   | -                                                                     |                                                                       |
| 19-9-2017                                                             | Cluj-Napoca                                                           | Romania                                                               | 0 – 1                                                                 | Italia                                                                | Qual. Mondiali 2019                                                   | -                                                                     |                                                                       |
| 24-10-2017                                                            | Castel di Sangro                                                      | Italia                                                                | 3 – 0                                                                 | Romania                                                               | Qual. Mondiali 2019                                                   | -                                                                     |                                                                       |
| 28-11-2017                                                            | Estoril                                                               | Portogallo                                                            | 0 – 1                                                                 | Italia                                                                | Qual. Mondiali 2019                                                   | -                                                                     |                                                                       |
| 20-1-2018                                                             | Marsiglia                                                             | Francia                                                               | 1 – 1                                                                 | Italia                                                                | Amichevole                                                            | -1                                                                    |                                                                       |
| 28-2-2018                                                             | Larnaca                                                               | Italia                                                                | 3 – 0                                                                 | Svizzera                                                              | Cyprus Cup 2018 - 1º turno                                            | -                                                                     |                                                                       |
| 7-3-2018                                                              | Larnaca                                                               | Spagna                                                                | 2 – 0                                                                 | Italia                                                                | Cyprus Cup 2018 - finale                                              | -2                                                                    |                                                                       |
| 6-4-2018                                                              | Vadul lui Vodă                                                        | Moldavia                                                              | 1 – 3                                                                 | Italia                                                                | Qual. Mondiali 2019                                                   | -1                                                                    |                                                                       |
| 10-4-2018                                                             | Ferrara                                                               | Italia                                                                | 2 – 1                                                                 | Belgio                                                                | Qual. Mondiali 2019                                                   | -1                                                                    |                                                                       |
| 4-9-2018                                                              | Lovanio                                                               | Belgio                                                                | 2 – 1                                                                 | Italia                                                                | Qual. Mondiali 2019                                                   | -2                                                                    |                                                                       |
| 9-10-2018                                                             | Cremona                                                               | Italia                                                                | 1 – 0                                                                 | Svezia                                                                | Amichevole                                                            | -                                                                     |                                                                       |
| 10-11-2018                                                            | Osnabrück                                                             | Germania                                                              | 5 – 2                                                                 | Italia                                                                | Amichevole                                                            | -5                                                                    |                                                                       |
| 27-2-2019                                                             | Larnaca                                                               | Messico                                                               | 0 – 5                                                                 | Italia                                                                | Cyprus Cup 2019 - 1º turno                                            | -                                                                     |                                                                       |
| 5-4-2019                                                              | Lublino                                                               | Polonia                                                               | 1 – 1                                                                 | Italia                                                                | Amichevole                                                            | -1                                                                    |                                                                       |
| 9-4-2019                                                              | Reggio Emilia                                                         | Italia                                                                | 2 – 1                                                                 | Irlanda                                                               | Amichevole                                                            | -1                                                                    |                                                                       |
| 29-5-2019                                                             | Ferrara                                                               | Italia                                                                | 3 – 1                                                                 | Svizzera                                                              | Amichevole                                                            | -1                                                                    |                                                                       |
| 9-6-2019                                                              | Valenciennes                                                          | Australia                                                             | 1 – 2                                                                 | Italia                                                                | Mondiali 2019 - 1º turno                                              | -1                                                                    |                                                                       |
| 14-6-2019                                                             | Reims                                                                 | Giamaica                                                              | 0 – 5                                                                 | Italia                                                                | Mondiali 2019 - 1º turno                                              | -                                                                     |                                                                       |
| 18-6-2019                                                             | Valenciennes                                                          | Italia                                                                | 0 – 1                                                                 | Brasile                                                               | Mondiali 2019 - 1º turno                                              | -1                                                                    |                                                                       |
| 25-6-2019                                                             | Montpellier                                                           | Italia                                                                | 2 – 0                                                                 | Cina                                                                  | Mondiali 2019 - Ottavi di finale                                      | -                                                                     |                                                                       |
| 29-6-2019                                                             | Valenciennes                                                          | Italia                                                                | 0 – 2                                                                 | Paesi Bassi                                                           | Mondiali 2019 - Quarti di finale                                      | -2                                                                    |                                                                       |
| 29-8-2019                                                             | Ramat Gan                                                             | Israele                                                               | 2 – 3                                                                 | Italia                                                                | Qual. Euro 2022                                                       | -2                                                                    |                                                                       |
| 3-9-2019                                                              | Tbilisi                                                               | Georgia                                                               | 0 – 1                                                                 | Italia                                                                | Qual. Euro 2022                                                       | -                                                                     |                                                                       |
| 4-10-2019                                                             | Ta' Qali                                                              | Malta                                                                 | 0 – 2                                                                 | Italia                                                                | Qual. Euro 2022                                                       | -                                                                     |                                                                       |
| 8-10-2019                                                             | Palermo                                                               | Italia                                                                | 2 – 0                                                                 | Bosnia ed Erzegovina                                                  | Qual. Euro 2022                                                       | -                                                                     |                                                                       |
| 8-11-2019                                                             | Benevento                                                             | Italia                                                                | 6 – 0                                                                 | Georgia                                                               | Qual. Euro 2022                                                       | -                                                                     |                                                                       |
| 12-11-2019                                                            | Castel di Sangro                                                      | Italia                                                                | 5 – 0                                                                 | Malta                                                                 | Qual. Euro 2022                                                       | -                                                                     |                                                                       |
| 4-3-2020                                                              | Faro                                                                  | Portogallo                                                            | 1 – 2                                                                 | Italia                                                                | Algarve Cup 2020 - Prima fase                                         | -1                                                                    |                                                                       |
| 22-9-2020                                                             | Zenica                                                                | Bosnia ed Erzegovina                                                  | 0 – 5                                                                 | Italia                                                                | Qual. Euro 2022                                                       | -                                                                     |                                                                       |
| 27-10-2020                                                            | Empoli                                                                | Italia                                                                | 1 – 3                                                                 | Danimarca                                                             | Qual. Euro 2022                                                       | -3                                                                    |                                                                       |
| 1-12-2020                                                             | Viborg                                                                | Danimarca                                                             | 0 – 0                                                                 | Italia                                                                | Qual. Euro 2022                                                       | -                                                                     |                                                                       |
| 24-2-2021                                                             | Firenze                                                               | Italia                                                                | 12 – 0                                                                | Israele                                                               | Qual. Euro 2022                                                       | -                                                                     |                                                                       |
| 13-4-2021                                                             | Firenze                                                               | Italia                                                                | 1 – 1                                                                 | Islanda                                                               | Amichevole                                                            | -1                                                                    |                                                                       |
| 10-6-2021                                                             | Ferrara                                                               | Italia                                                                | 1 – 0                                                                 | Paesi Bassi                                                           | Amichevole                                                            | -                                                                     |                                                                       |
| 17-9-2021                                                             | Trieste                                                               | Italia                                                                | 3 – 0                                                                 | Moldavia                                                              | Qual. Mondiali 2023                                                   | -                                                                     |                                                                       |
| 21-9-2021                                                             | Karlovac                                                              | Croazia                                                               | 0 – 5                                                                 | Italia                                                                | Qual. Mondiali 2023                                                   | -                                                                     | 65’                                                                   |
| 26-10-2021                                                            | Vilnius                                                               | Lituania                                                              | 0 – 5                                                                 | Italia                                                                | Qual. Mondiali 2023                                                   | -                                                                     |                                                                       |
| 26-11-2021                                                            | Palermo                                                               | Italia                                                                | 1 – 2                                                                 | Svizzera                                                              | Qual. Mondiali 2023                                                   | -2                                                                    |                                                                       |
| 30-11-2021                                                            | Mogoșoaia                                                             | Romania                                                               | 0 – 5                                                                 | Italia                                                                | Qual. Mondiali 2023                                                   | -                                                                     |                                                                       |
| 16-2-2022                                                             | Lagos                                                                 | Danimarca                                                             | 0 – 1                                                                 | Italia                                                                | Algarve Cup 2022 - 1º turno                                           | -                                                                     |                                                                       |
| 23-2-2022                                                             | Lagos                                                                 | Svezia                                                                | 1 – 1 (6 - 5 dtr)                                                     | Italia                                                                | Algarve Cup 2022 - Finale                                             | -1                                                                    |                                                                       |
| 8-4-2022                                                              | Parma                                                                 | Italia                                                                | 7 – 0                                                                 | Lituania                                                              | Qual. Mondiali 2023                                                   | -                                                                     |                                                                       |
| 12-4-2022                                                             | Thun                                                                  | Svizzera                                                              | 0 – 1                                                                 | Italia                                                                | Qual. Mondiali 2023                                                   | -                                                                     |                                                                       |
| 1-7-2022                                                              | Castel di Sangro                                                      | Italia                                                                | 1 – 1                                                                 | Spagna                                                                | Amichevole                                                            | -1                                                                    |                                                                       |
| 10-7-2022                                                             | Rotherham                                                             | Francia                                                               | 5 – 1                                                                 | Italia                                                                | Euro 2022 - Fase a gironi                                             | -5                                                                    |                                                                       |
| 14-7-2022                                                             | Manchester                                                            | Italia                                                                | 1 – 1                                                                 | Islanda                                                               | Euro 2022 - Fase a gironi                                             | -1                                                                    |                                                                       |
| 18-7-2022                                                             | Manchester                                                            | Italia                                                                | 0 – 1                                                                 | Belgio                                                                | Euro 2022 - Fase a gironi                                             | -1                                                                    |                                                                       |
| 2-9-2022                                                              | Chișinău                                                              | Moldavia                                                              | 0 – 8                                                                 | Italia                                                                | Qual. Mondiali 2023                                                   | -                                                                     |                                                                       |
| 6-9-2022                                                              | Ferrara                                                               | Italia                                                                | 2 – 0                                                                 | Romania                                                               | Qual. Mondiali 2023                                                   | -                                                                     |                                                                       |
| 10-10-2022                                                            | Genova                                                                | Italia                                                                | 0 – 1                                                                 | Brasile                                                               | Amichevole                                                            | -                                                                     | 46’                                                                   |
| 15-11-2022                                                            | Belfast                                                               | Irlanda del Nord                                                      | 1 – 0                                                                 | Italia                                                                | Amichevole                                                            | -1                                                                    |                                                                       |
| 19-2-2023                                                             | Coventry                                                              | Inghilterra                                                           | 2 – 1                                                                 | Italia                                                                | Arnold Clark Cup 2023                                                 | -2                                                                    |                                                                       |
| 22-9-2023                                                             | San Gallo                                                             | Svizzera                                                              | 0 – 1                                                                 | Italia                                                                | UEFA Women's Nations League 2023-2024 - Fase a gironi                 | -                                                                     |                                                                       |
| 26-9-2023                                                             | Castel di Sangro                                                      | Italia                                                                | 0 – 1                                                                 | Svezia                                                                | UEFA Women's Nations League 2023-2024 - Fase a gironi                 | -1                                                                    |                                                                       |
| 27-10-2023                                                            | Salerno                                                               | Italia                                                                | 0 – 1                                                                 | Spagna                                                                | UEFA Women's Nations League 2023-2024 - Fase a gironi                 | -1                                                                    |                                                                       |
| 31-10-2023                                                            | Malmö                                                                 | Svezia                                                                | 1 – 1                                                                 | Italia                                                                | UEFA Women's Nations League 2023-2024 - Fase a gironi                 | -1                                                                    |                                                                       |
| 1-12-2023                                                             | Pontevedra                                                            | Spagna                                                                | 2 – 3                                                                 | Italia                                                                | UEFA Women's Nations League 2023-2024 - Fase a gironi                 | -2                                                                    |                                                                       |
| 5-12-2023                                                             | Parma                                                                 | Italia                                                                | 3 – 0                                                                 | Svizzera                                                              | UEFA Women's Nations League 2023-2024 - Fase a gironi                 | -                                                                     |                                                                       |
| 27-2-2024                                                             | Algeciras                                                             | Inghilterra                                                           | 5 – 1                                                                 | Italia                                                                | Amichevole                                                            | -5                                                                    |                                                                       |
| 5-4-2024                                                              | Cosenza                                                               | Italia                                                                | 2 – 0                                                                 | Paesi Bassi                                                           | Qual. Euro 2025                                                       | -                                                                     | 57’                                                                   |
| 9-4-2024                                                              | Helsinki                                                              | Finlandia                                                             | 2 – 1                                                                 | Italia                                                                | Qual. Euro 2025                                                       | -2                                                                    |                                                                       |
| 31-5-2024                                                             | Oslo                                                                  | Norvegia                                                              | 0 – 0                                                                 | Italia                                                                | Qual. Euro 2025                                                       | -                                                                     |                                                                       |
| 4-6-2024                                                              | Ferrara                                                               | Italia                                                                | 1 – 1                                                                 | Norvegia                                                              | Qual. Euro 2025                                                       | -1                                                                    |                                                                       |
| 12-7-2024                                                             | Sittard                                                               | Paesi Bassi                                                           | 0 – 0                                                                 | Italia                                                                | Qual. Euro 2025                                                       | -                                                                     |                                                                       |
| 16-7-2024                                                             | Bolzano                                                               | Italia                                                                | 4 – 0                                                                 | Finlandia                                                             | Qual. Euro 2025                                                       | -                                                                     |                                                                       |
| 25-10-2024                                                            | Roma                                                                  | Italia                                                                | 5 – 0                                                                 | Malta                                                                 | Amichevole                                                            | -                                                                     |                                                                       |
| 29-10-2024                                                            | Vicenza                                                               | Italia                                                                | 1 – 1                                                                 | Spagna                                                                | Amichevole                                                            | -1                                                                    |                                                                       |
| 2-12-2024                                                             | Bochum                                                                | Germania                                                              | 1 – 2                                                                 | Italia                                                                | Amichevole                                                            | -1                                                                    | 88’                                                                   |
| 21-2-2025                                                             | Monza                                                                 | Italia                                                                | 1 – 0                                                                 | Galles                                                                | UEFA Women's Nations League 2025 - Fase a gironi                      | -                                                                     |                                                                       |
| 25-2-2025                                                             | La Spezia                                                             | Italia                                                                | 1 – 3                                                                 | Danimarca                                                             | UEFA Women's Nations League 2025 - Fase a gironi                      | -3                                                                    |                                                                       |
| 4-4-2025                                                              | Solna                                                                 | Svezia                                                                | 3 – 2                                                                 | Italia                                                                | UEFA Women's Nations League 2025 - Fase a gironi                      | -3                                                                    |                                                                       |
| 8-4-2025                                                              | Herning                                                               | Danimarca                                                             | 0 – 3                                                                 | Italia                                                                | UEFA Women's Nations League 2025 - Fase a gironi                      | -                                                                     |                                                                       |
| 30-5-2025                                                             | Parma                                                                 | Italia                                                                | 0 – 0                                                                 | Svezia                                                                | UEFA Women's Nations League 2025 - Fase a gironi                      | -                                                                     |                                                                       |
| 3-6-2025                                                              | Swansea                                                               | Galles                                                                | 1 – 4                                                                 | Italia                                                                | UEFA Women's Nations League 2025 - Fase a gironi                      | -                                                                     | 77’                                                                   |
| 3-7-2025                                                              | Sion                                                                  | Belgio                                                                | 0 – 1                                                                 | Italia                                                                | Euro 2025 - Fase a gironi                                             | -                                                                     |                                                                       |
| 7-7-2025                                                              | Ginevra                                                               | Portogallo                                                            | 1 – 1                                                                 | Italia                                                                | Euro 2025 - Fase a gironi                                             | -1                                                                    |                                                                       |
| 11-7-2025                                                             | Berna                                                                 | Italia                                                                | 1 – 3                                                                 | Spagna                                                                | Euro 2025 - Fase a gironi                                             | -3                                                                    |                                                                       |
| 16-7-2025                                                             | Ginevra                                                               | Norvegia                                                              | 1 – 2                                                                 | Italia                                                                | Euro 2025 - Quarti di finale                                          | -1                                                                    |                                                                       |
| 22-7-2025                                                             | Ginevra                                                               | Inghilterra                                                           | 2 – 1 dts                                                             | Italia                                                                | Euro 2025 - Semifinali                                                | -2                                                                    | 74’                                                                   |
| Totale                                                                |                                                                       | Presenze                                                              | 102                                                                   |                                                                       | Reti                                                                  | -90                                                                   |                                                                       |

| Cronologia completa delle presenze e delle reti in nazionale ― Italia under 20 | Cronologia completa delle presenze e delle reti in nazionale ― Italia under 20 | Cronologia completa delle presenze e delle reti in nazionale ― Italia under 20 | Cronologia completa delle presenze e delle reti in nazionale ― Italia under 20 | Cronologia completa delle presenze e delle reti in nazionale ― Italia under 20 | Cronologia completa delle presenze e delle reti in nazionale ― Italia under 20 | Cronologia completa delle presenze e delle reti in nazionale ― Italia under 20 | Cronologia completa delle presenze e delle reti in nazionale ― Italia under 20 |
| Data                                                                           | Città                                                                          | In casa                                                                        | Risultato                                                                      | Ospiti                                                                         | Competizione                                                                   | Reti                                                                           | Note                                                                           |
| ------------------------------------------------------------------------------ | ------------------------------------------------------------------------------ | ------------------------------------------------------------------------------ | ------------------------------------------------------------------------------ | ------------------------------------------------------------------------------ | ------------------------------------------------------------------------------ | ------------------------------------------------------------------------------ | ------------------------------------------------------------------------------ |
| 19-08-2012                                                                     | Saitama                                                                        | Brasile under 20                                                               | 1 – 1                                                                          | Italia under 20                                                                | Mondiali under 20 2012 - 1º turno                                              | -1                                                                             |                                                                                |
| 22-08-2012                                                                     | Saitama                                                                        | Italia under 20                                                                | 0 – 2                                                                          | Corea del Sud under 20                                                         | Mondiali under 20 2012 - 1º turno                                              | -2                                                                             |                                                                                |
| 26-08-2012                                                                     | Kōbe                                                                           | Italia under 20                                                                | 0 – 4                                                                          | Nigeria under 20                                                               | Mondiali under 20 2012 - 1º turno                                              | -4                                                                             |                                                                                |
| Totale                                                                         |                                                                                | Presenze                                                                       | 3                                                                              |                                                                                | Reti                                                                           | -7                                                                             |                                                                                |

| Cronologia completa delle presenze e delle reti in nazionale ― Italia under 19 | Cronologia completa delle presenze e delle reti in nazionale ― Italia under 19 | Cronologia completa delle presenze e delle reti in nazionale ― Italia under 19 | Cronologia completa delle presenze e delle reti in nazionale ― Italia under 19 | Cronologia completa delle presenze e delle reti in nazionale ― Italia under 19 | Cronologia completa delle presenze e delle reti in nazionale ― Italia under 19 | Cronologia completa delle presenze e delle reti in nazionale ― Italia under 19 | Cronologia completa delle presenze e delle reti in nazionale ― Italia under 19 |
| Data                                                                           | Città                                                                          | In casa                                                                        | Risultato                                                                      | Ospiti                                                                         | Competizione                                                                   | Reti                                                                           | Note                                                                           |
| ------------------------------------------------------------------------------ | ------------------------------------------------------------------------------ | ------------------------------------------------------------------------------ | ------------------------------------------------------------------------------ | ------------------------------------------------------------------------------ | ------------------------------------------------------------------------------ | ------------------------------------------------------------------------------ | ------------------------------------------------------------------------------ |
| 04-03-2011                                                                     | La Manga                                                                       | Italia under 19                                                                | 0 – 3                                                                          | Paesi Bassi under 19                                                           | Torneo La Manga                                                                | -3                                                                             |                                                                                |
| 08-03-2011                                                                     | La Manga                                                                       | Italia under 19                                                                | 1 – 2                                                                          | Francia under 19                                                               | Torneo La Manga                                                                | -1                                                                             |                                                                                |
| 30-05-2011                                                                     | Imola                                                                          | Italia under 19                                                                | 2 – 1                                                                          | Russia under 19                                                                | Europeo under 19 2011 - 1º turno                                               | -1                                                                             |                                                                                |
| 02-06-2011                                                                     | Cervia                                                                         | Italia under 19                                                                | 1 – 0                                                                          | Svizzera under 19                                                              | Europeo under 19 2011 - 1º turno                                               | -                                                                              |                                                                                |
| 08-06-2011                                                                     | Bellaria-Igea Marina                                                           | Italia under 19                                                                | 2 – 3                                                                          | Norvegia under 19                                                              | Europeo under 19 2011 - Semifinale                                             | -3                                                                             |                                                                                |
| 19-09-2011                                                                     | Strumica                                                                       | Macedonia under 19                                                             | 0 – 4                                                                          | Italia under 19                                                                | Qual. Europeo under 19 2012                                                    | -                                                                              |                                                                                |
| 22-09-2011                                                                     | Strumica                                                                       | Italia under 19                                                                | 0 – 0                                                                          | Austria under 19                                                               | Qual. Europeo under 19 2012                                                    | -                                                                              |                                                                                |
| 09-02-2012                                                                     | Dura                                                                           | Palestina under 19                                                             | 0 – 4                                                                          | Italia under 19                                                                | Amichevole                                                                     | -                                                                              |                                                                                |
| 04-03-2012                                                                     | La Manga                                                                       | Norvegia under 19                                                              | 0 – 0                                                                          | Italia under 19                                                                | Torneo La Manga                                                                | -                                                                              |                                                                                |
| 31-03-2012                                                                     | Soči                                                                           | Spagna under 19                                                                | 4 – 0                                                                          | Italia under 19                                                                | Qual. Europeo under 19 2012                                                    | -4                                                                             |                                                                                |
| 03-04-2012                                                                     | Soči                                                                           | Italia under 19                                                                | 3 – 2                                                                          | Scozia under 19                                                                | Qual. Europeo under 19 2012                                                    | -2                                                                             |                                                                                |
| 05-04-2012                                                                     | Soči                                                                           | Russia under 19                                                                | 0 – 1                                                                          | Italia under 19                                                                | Qual. Europeo under 19 2012                                                    | -                                                                              |                                                                                |
| 25-04-2012                                                                     | Soragna                                                                        | Italia under 19                                                                | 4 – 2                                                                          | Norvegia under 19                                                              | Amichevole                                                                     | -1                                                                             |                                                                                |
| Totale                                                                         |                                                                                | Presenze                                                                       | 13                                                                             |                                                                                | Reti                                                                           | -17                                                                            |                                                                                |

## Palmarès

### Club
- Campionato italiano: 4

Juventus: 2017-2018, 2018-2019, 2019-2020, 2020-2021
- Coppa Italia: 1

Juventus: 2018-2019
- Supercoppa italiana: 2

Juventus: 2019, 2020

### Individuale
- Gran Galà del calcio AIC: 2

Squadra dell'anno: 2019, 2020
- Miglior portiere della Serie A: 1

2020-2021